# 1902 în film
- 1901 în cinematografie — 1902 în cinematografie — 1903 în cinematografie

## Premiere
- Barbe-bleue
- The Coronation of Edward VII
- The Man with the Rubber Head
- Quo Vadis?, regia Lucien Nonguet și Ferdinand Zecca
- Snow White
- A Trip to the Moon
- Le Voyage de Gulliver à Lilliput et chez les géants